# Autoroute macédonienne M3
Pour les articles homonymes, voir M3.
L'autoroute M3 (en macédonien M3 Автопат) est une autoroute de la Macédoine du Nord. Elle relie Petrovets, où se trouve l'aéroport international de Skopje et où elle communique avec l'autoroute A1, à Blatsé, situé sur la frontière kosovare et sur la route de Pristina. Elle traverse la ville de Skopje par le centre et elle n'est une véritable autoroute que sur de courts tronçons. Des travaux de construction sont néanmoins prévus entre Skopje et Blatsé, sur une distance de 13 kilomètres. Ce projet est évalué à 70 millions d'euros.

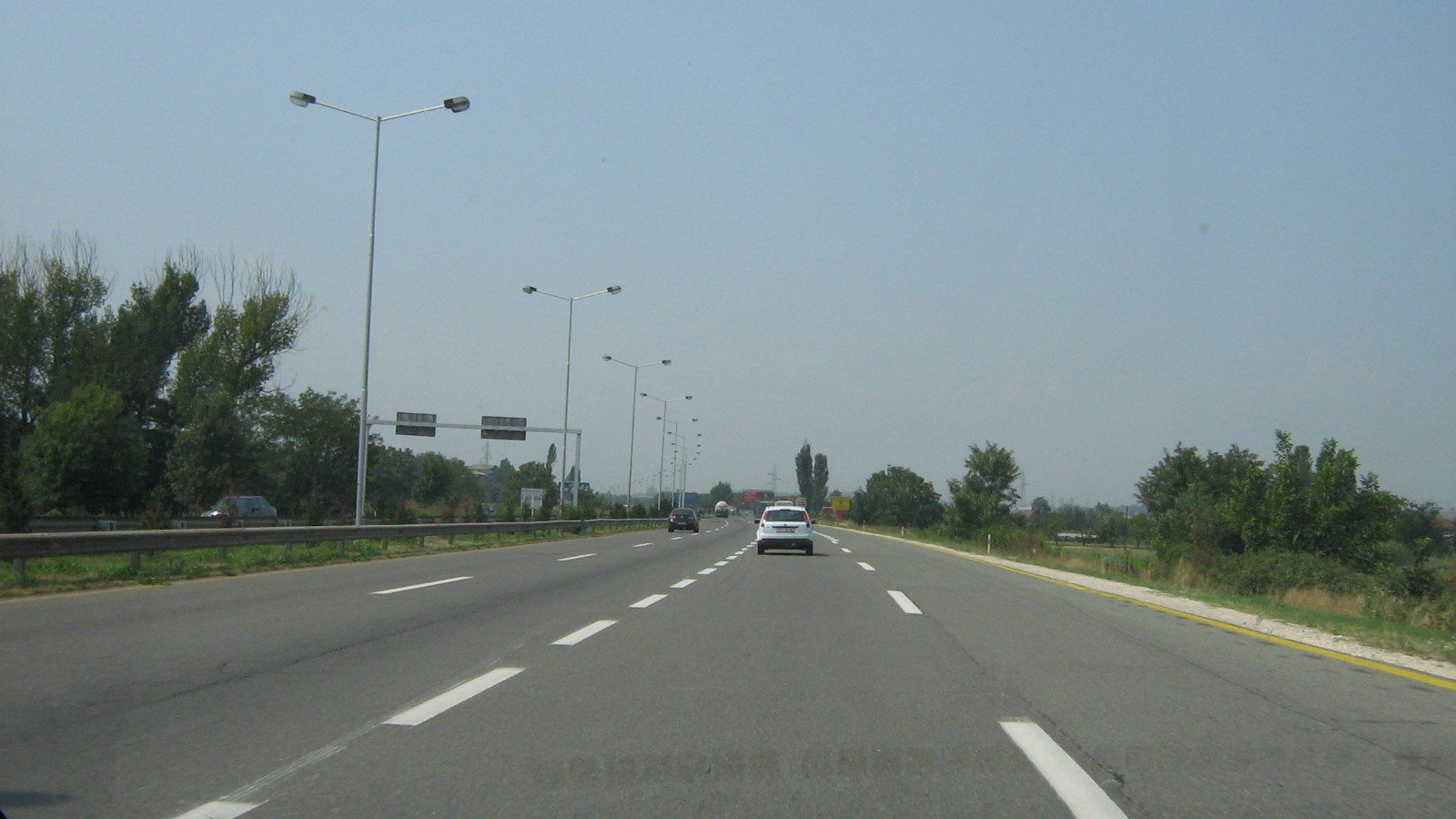
l'autoroute entre Petrovets et Skopje